# Carmen Castilla Polo
Carmen Castilla Polo (Logroño, 16 de noviembre de 1895 - Madrid, 5 de marzo de 1979). Fue una educadora e inspectora de Primera Enseñanza. Realizó sus estudios en la Escuela Superior de Magisterio de Madrid consiguiendo el título de Maestra Normal en la sección de ciencias en la primavera de 1920.

## Biografía y vida académica
Fue la primera hija, de once, del matrimonio entre el empresario Cesáreo Castilla Moleda y la riojana Rosa Polo Ortigosa y estuvo Casada con Emilio Álvarez Cot, que falleció durante el transcurso de la guerra civil.
Tras obtener el título de maestra, en la Escuela Superior de Magisterio de Madrid en el año 1919, trabajó como profesora en el Instituto Escuela de segunda enseñanza durante dos cursos 1918-1919 y 1919-1920. En el verano de 1920 entró a formar parte del cuerpo de Inspectores de Enseñanza Primaria siendo su destino la provincia de Teruel.
En su etapa estudiantil, residió en la Residencia de señoritas donde entabló una gran amistad con su directora María de Maeztu. Un poco más adelante, entre los años 1921 y 1922 participó en un intercambio entre la Residencia de señoritas y el Smith College de Northampton, Massachusetts en Estados Unidos, un viaje que supuso un gran progreso en su carrera profesional, y durante el cual estudió Biología y organización escolar. En el Smith College asistió a clases donde se impartían pedagogía, ciencias y zoología. Mientras estudiaba, aprovechó también, para visitar Escuelas y Universidades.
Entre 1922-23 estuvo trabajando en el Museo Nacional de Ciencias Naturales, en la Laboratorio de Zoología, en donde realizaba un estudio comparativo entre métodos usados en Estados Unidos (los cuales había aprendido en su estancia en este país) para el estudio de la Drosophila Melanogaster, y los utilizados en España para especies similares. El trabajo no se pudo concluir por falta de tiempo, pero pese a las peticiones de Carmen Castilla Polo y de los responsables del Museo, el Consejo de Instrucción Pública dictaminó en noviembre de 1923 que no se podía conceder una ampliación ya que la razón expuesta no entraba en los motivos por los que éstas se concedía.
De este modo Carmen Castilla Polo vuelve a su trabajo de inspectora de Enseñanza Primaria y, tras estar en varias provincias de la geografía española trabajando, consiguió en 1932 una plaza como inspectora de Enseñanza Primaria en Madrid, un cargo en el cual estuvo trabajando hasta la primavera de 1939, justo antes del final de la guerra civil. Durante la guerra civil, se encargó de la organización de expediciones infantiles a la Comunidad Valenciana, ya que era miembro del Patronato de Ayuda Infantil en la provincia de Castellón. Tras la finalización de la guerra civil, se le abrió un expediente de depuración que se resolvió en 1940 con su separación definitiva del Cuerpo de Inspectores. La sometieron a un Consejo de Guerra en el invierno de 1940, debido a su afiliación al Sindicato de Trabajadores de la Enseñanza (fue miembro de la Federación Española de Trabajadores de la Enseñanza de la UGT y estuvo afiliada a la AS de Madrid desde el año 1931) y al Partido Socialista, pero el caso fue sobreseído y la absolvieron. Aunque, eso si, tuvo que pasar la obligatoria depuración del franquismo entre los años 1940 y 1947. En 1947 se anuló la Orden Ministerial de 26 de julio de 1940, que la había expulsado del Cuerpo de Inspectores, y se le nombró Inspectora de la provincia de Lugo.
Carmen Castilla Polo siguió estudiando y obtuvo el diploma de profesora especial de sordomudos entre los años 1955 y 1956 y, también, fue socia fundadora de la asociación de logopedia y foniatría. Trabajó como inspectora de Enseñanza Primaria hasta su jubilación, a la edad de 70 años, en 1965 en las provincias de Guadalajara y Cuenca, además de Lugo. Falleció en Madrid el 5 de marzo de 1979, a la edad de 83 años.